# De eindafrekening 2012
De eindafrekening 2012 is de lijst van nummers die het tijdens het jaar 2012 het best hebben gedaan in de Afrekening, de wekelijkse lijst van Studio Brussel. De eindafrekening 2012 werd op dinsdag 25 december 2012 gepresenteerd door Roos Van Acker, Nelles De Caluwé en Joren Carels en was te horen bij Studio Brussel.
| Nummer | Artiest                  | Titel                 |
| ------ | ------------------------ | --------------------- |
| 1      | Arctic Monkeys           | R U Mine ?            |
| 2      | / Major Lazer            | Get Free              |
| 3      | dEUS                     | Keep You Close        |
| 4      | School is Cool           | Warpaint              |
| 5      | The Killers              | Runaways              |
| 6      | Of Monsters and Men      | Little Talks          |
| 7      | Michael Kiwanuka         | Home Again            |
| 8      | Selah Sue                | Crazy Sufferin' Style |
| 9      | Alabama Shakes           | Hold on               |
| 10     | Absynthe Minded          | Space                 |
| 11     | Mumford & Sons           | I Will Wait           |
| 12     | Santigold                | Disparate Youth       |
| 13     | Foo Fighters             | Back & Forth          |
| 14     | Florence and the Machine | Spectrum              |
| 15     | Muse                     | Survival              |
| 16     | School is Cool           | The Underside         |
| 17     | Selah Sue                | Fade Away             |
| 18     | The Black Keys           | Lonely Boy            |
| 19     | Django Django            | Default               |
| 20     | dEUS                     | Quatre Mains          |
| 21     | Bloc Party               | Octopus               |
| 22     | Triggerfinger            | I Follow Rivers       |
| 23     | The xx                   | Chained               |
| 24     | The Black Keys           | Gold on the Ceiling   |
| 25     | / Gotye                  | Eyes Wide Open        |
| 26     | Muse                     | Madness               |
| 27     | Renée                    | Dum Dum Dum           |
| 28     | The Vaccines             | Wetsuit               |
| 29     | Ben Howard               | The Fear              |
| 30     | The Van Jets             | Danger Zone           |
| 31     | The Van Jets             | Here Comes The Light  |
| 32     | Gossip                   | Perfect World         |
| 33     | Sam Sparro               | Hapiness              |
| 34     | Netsky                   | Give & Take           |
| 35     | Goose                    | Control               |
| 36     | Green Day                | Kill the DJ           |
| 37     | The Shins                | Simple Song           |
| 38     | Marco Z                  | I'm A Bird            |
| 39     | Bodyspasm                | Twenty Radios         |
| 40     | Geppetto & The Whales    | Duquense's Horse      |

1985 · 1986 · 1987 · 1988 · 1989 · 1990 · 1991 · 1992 · 1993 · 1994 · 1995 · 1996 · 1997 · 1998 · 1999 · 2000 · 2001 · 2002 · 2003 · 2004 · 2005 · 2006 · 2007 · 2008 · 2009 · 2010 · 2011 · 2012 · 2013 · 2014